# Eucyclops chivahensis
Eucyclops chivahensis – gatunek widłonoga z rodziny Cyclopidae, nazwa naukowa gatunku została po raz pierwszy opublikowana w 1960 roku przez szwedzkiego zoologa Knuta Lindberga.